# Diploschema
Diploschema é um gênero de coleópteros da tribo Torneutini (Cerambycinae); compreende cinco espécies, com distribuição na região neotropical.

## Espécies
- Diploschema howdeni Martins & Monné, 1980
- Diploschema maculata Martins & Monné, 1980
- Diploschema mandibulare Fuchs, 1964
- Diploschema rotundicolle (Audinet-Serville, 1834)
- Diploschema weyrauchi Lane, 1966